# 姚冰
姚冰（1981年11月28日—），中国足球运动员，司职后卫，现效力于中超球队河南建业。